# میثم نیلی
میثم نیلی احمدآبادی (زاده ۱۳۵۹)  صاحب امتیاز و مدیر مسئول پایگاه اطلاع‌رسانی رجانیوز است. او از اعضای پیشین شورای مرکزی جبهه پایداری و از اعضای سابق اتحادیه جامعه اسلامی دانشجویان است. او همچنین از اعضای شورای عالی سازمان خبرگزاری جمهوری اسلامی، ایرنا است.

## زندگی شخصی
میثم نیلی احمدآبادی، متولد سال ۱۳۵۹، دارای مدرک کارشناسی کشاورزی از دانشگاه صنعتی اصفهان است. مقداد برادر او، داماد سید ابراهیم رئیسی، رئیس‌جمهوری ایران، است. میثم و مقداد، فرزندان حسین نیلی احمدآبادی هستند که در دوره ریاست‌جمهوری سید علی خامنه‌ای و دولت میرحسین موسوی، یک دوره وزیر معادن و فلزات بود. میثم به دلیل سردبیری رجا نیوز و عضویت در جبهه پایداری شناخته‌شده‌تر از مقداد است.

## سمت‌ها
او سمت‌های مختلفی در صدا و سیما، وزارت ارشاد و سازمان تبلیغات اسلامی دارد. تاکنون، به‌طور قابل ملاحظه‌ای بر شمار سمت‌های گوناگون نیلی افزوده شده و این روند در دوران ریاست جمهوری ابراهیم رئیسی، سرعت و شتاب بیشتری یافته‌است.
میثم نیلی، عمدتاً سعی می‌کند تا خود را چهره‌ای فرهنگی معرفی کند؛ او از سال‌ها پیش مدیرعامل مجمع ناشران انقلاب اسلامی است. نام او در میان اعضای هیئت مدیره مؤسسه انتشاراتی امیرکبیر نیز دیده می‌شود. عضویت در هیئت مدیره روزنامه ایران، شورای سردبیری نشریه ۹ دی، هیئت مدیره شرکت پخش کتاب ترنج و ریاست شورای سیاست‌گذاری اتحادیه‌های نویسندگان و ناشران حامی فلسطین نیز در میان مشاغل پرتعداد او به چشم می‌خورد.
میثم نیلی عضو اتاق فکر شبکه سه و عضو شورای عالی کتاب در سازمان صدا و سیما است. موقعیت میثم نیلی در سازمان صدا و سیما به گونه‌ای است که در اوایل تیرماه سال ۱۳۹۸ به نمایندگی از این سازمان، عضو هیئت مدیره انتشارات سروش شد. بسیاری از رسانه‌ها گمانه‌زنی کردند که سروش صحت، مجری برنامه کتاب‌باز، با فشار میثم نیلی برکنار شده‌است.
او در حال حاضر مشاور محمدمهدی اسماعیلی، وزیر فرهنگ و ارشاد در دولت ابراهیم رئیسی است و در مهرماه سال ۱۴۰۰ بدون هیچ پیشینه‌ای در زمینه فیلم و سینما، با تصمیم اسماعیلی، به عضویت در شورای عالی سازمان خبرگزاری جمهوری اسلامی و همچنین هیئت امنای بنیاد سینمایی فارابی منصوب شد. وبسایت‌های خبری نوشته‌اند که نیلی در انتصابات دولت نقش دارد.
نام نیلی در میان اعضای هیئت مؤسس انجمن کتابفروشان انقلاب اسلامی دیده می‌شود؛ این انجمن در اسفندماه سال ۱۳۹۷ تأسیس شد و به ثبت رسید.

## فعالیت‌های انتخاباتی
میثم نیلی از حامیان محمود احمدی‌نژاد در انتخابات ریاست‌جمهوری سال ۸۴ بود و پس از انتخابات به عنوان مشاور جوان در وزارت فرهنگ و ارشاد اسلامی به فعالیت پرداخت. او در دولت دهم به سمت مدیر کل امور فرهنگی در وزارت کار منصوب شد. زمانی که اطرافیان احمدی‌نژادی جریان انحرافی نامیده شدند، نیلی متمایل به مصباح یزدی و جبهه پایداری شد؛ او در انتخابات سال ۱۳۹۲ پس از اعلام حمایت مصباح و پایداری‌ها از کاندیداتوری کامران باقری لنکرانی، در بسیاری از جلسات، به عنوان نماینده ستاد لنکرانی با نمایندگان سایر کاندیداها به مناظره نشست.

## سیسمونی گیت
اردیبهشت ۱۴۰۱، مهدی طائب، رئیس قرارگاه عمار و برادر حسین طائب رئیس سابق سازمان اطلاعات سپاه، در یک فایل صوتی درز کرده به بی‌بی‌سی فارسی و ایران اینترنشنال، در سخنانی میثم نیلی را به عنوان پشت پرده سیسمونی گیت معرفی کرد. پس از آنکه وکیل میثم نیلی از ثبت شکایت موکل خود علیه مهدی طائب خبر داد، طائب از نیلی عذرخواهی و فایل صوتی را تقطیع شده خواند.